# Pottenstein, Bavaria
Pottenstein este un oraș din districtul Bayreuth, regiunea administrativă Franconia Superioară, landul Bavaria, Germania.

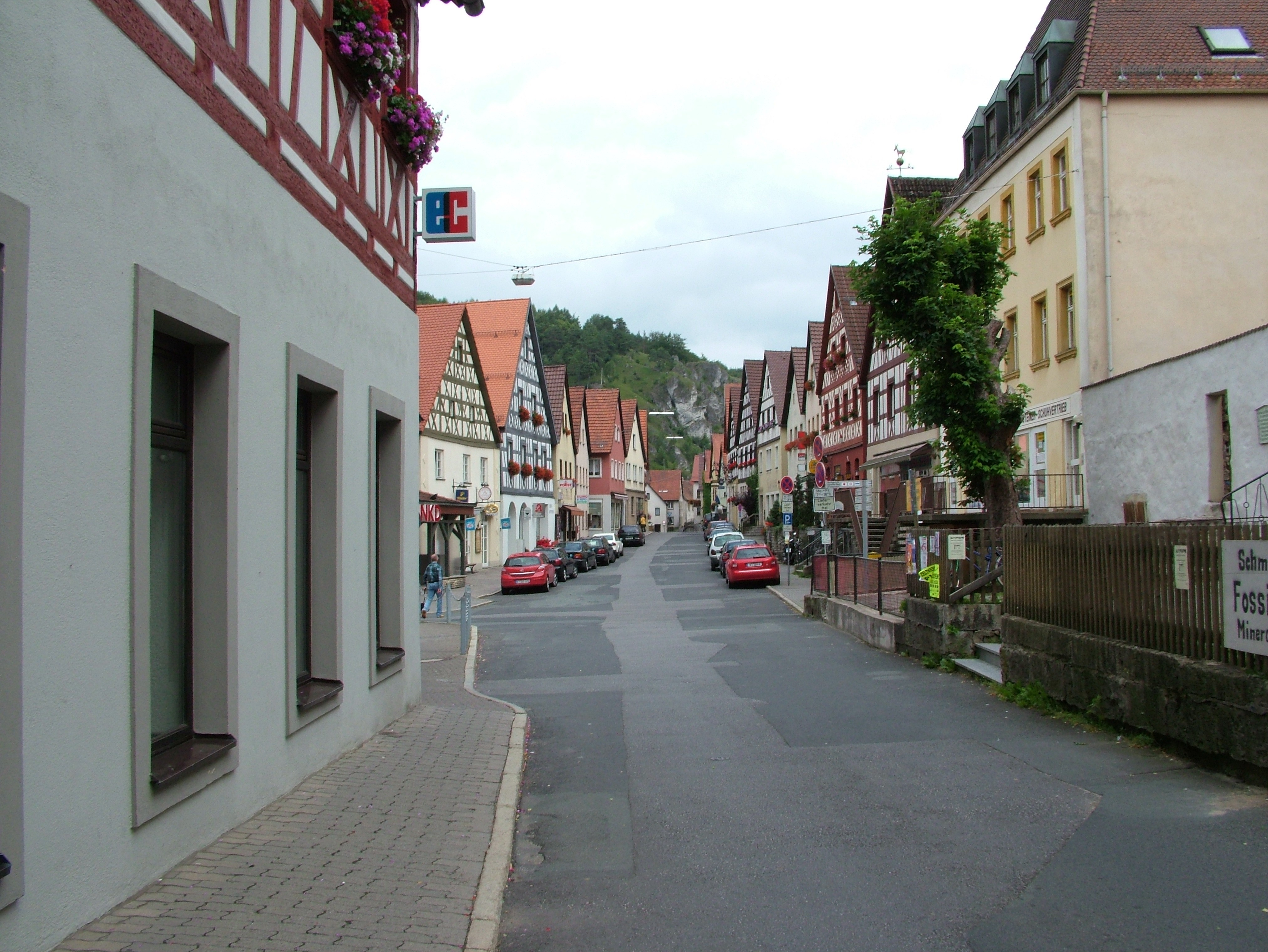
Pottenstein